# The Complete Album Collection Vol. One
The Complete Album Collection Vol. One es una caja recopilatoria del músico estadounidense Bob Dylan, publicada por la compañía discográfica Columbia Records en noviembre de 2013. La caja, que recopila la carrera musical de Dylan, incluye treinta y cinco álbumes de estudio, seis álbumes en directo y un nuevo recopilatorio, Side Tracks, con material previamente publicado y procedente de los recopilatorios Bob Dylan's Greatest Hits, Bob Dylan's Greatest Hits Vol. II, Biograph, Bob Dylan's Greatest Hits Volume 3 y The Essential Bob Dylan. La caja supone la primera vez que el álbum Dylan es publicado en CD en Norteamérica e incluye catorce álbumes remasterizados para la ocasión. Los discos están acompañados de un libreto con notas escritas por Clinton Heylin y una introducción de Bill Flanagan.
A pesar de recopilar la carrera musical de Dylan por completo, The Complete Album Collection Vol. One omite tres canciones de su catálogo: «Spanish Is the Loving Tongue», publicada como cara B de un sencillo, la versión «Big Band» de «George Jackson», y «Rita May», un sencillo de 1973. The Complete Album Collection Vol. One fue también publicada como un USB con forma de armónica de tirada limitada con todo el material musical, en formato MP3 y FLAC, con una versión digital del libreto.

## Lista de canciones
| Disco 1: Bob Dylan |                                   |                                    |          |  |
| N.º                | Título                            | Escritor(es)                       | Duración |  |
| 1.                 | «You're No Good»                  | Jesse Fuller                       | 1:40     |  |
| 2.                 | «Talkin' New York»                | Bob Dylan                          | 3:20     |  |
| 3.                 | «In My Time of Dying»             | Tradicional, arr. Dylan            | 2:40     |  |
| 4.                 | «Man of Constant Sorrow»          | Tradicional, arr. Dylan            | 3:10     |  |
| 5.                 | «Fixin' to Die»                   | Bukka White                        | 2:22     |  |
| 6.                 | «Pretty Peggy-O»                  | Tradicional, arr. Dylan            | 3:23     |  |
| 7.                 | «Highway 51»                      | Curtis Jones                       | 2:52     |  |
| 8.                 | «Gospel Plow»                     | Tradicional, arr. Dylan            | 1:47     |  |
| 9.                 | «Baby, Let Me Follow You Down»    | Tradicional, arr. Eric von Schmidt | 2:37     |  |
| 10.                | «House of the Risin' Sun»         | Tradicional, arr. Dave Van Ronk    | 5:20     |  |
| 11.                | «Freight Train Blues»             | John Lair, arr. Dylan              | 2:18     |  |
| 12.                | «Song to Woody»                   | Bob Dylan                          | 2:42     |  |
| 13.                | «See That My Grave Is Kept Clean» | Blind Lemon Jefferson              | 2:43     |  |

| Disco 2: The Freewheelin' Bob Dylan |                                        |          |  |
| N.º                                 | Título                                 | Duración |  |
| 1.                                  | «Blowin' in the Wind»                  | 2:48     |  |
| 2.                                  | «Girl from the North Country»          | 3:22     |  |
| 3.                                  | «Masters of War»                       | 4:34     |  |
| 4.                                  | «Down the Highway»                     | 3:27     |  |
| 5.                                  | «Bob Dylan's Blues»                    | 2:23     |  |
| 6.                                  | «A Hard Rain's a-Gonna Fall»           | 6:55     |  |
| 7.                                  | «Don't Think Twice, It's All Right»    | 3:40     |  |
| 8.                                  | «Bob Dylan's Dream»                    | 5:03     |  |
| 9.                                  | «Oxford Town»                          | 1:50     |  |
| 10.                                 | «Talkin' World War III Blues»          | 6:28     |  |
| 11.                                 | «Corrina, Corrina»                     | 2:44     |  |
| 12.                                 | «Honey, Just Allow Me One More Chance» | 2:01     |  |
| 13.                                 | «I Shall Be Free»                      | 4:49     |  |

| Disco 3: The Times They Are A-Changin' |                                        |          |  |
| N.º                                    | Título                                 | Duración |  |
| 1.                                     | «The Times They Are a-Changin'»        | 3:15     |  |
| 2.                                     | «Ballad of Hollis Brown»               | 5:06     |  |
| 3.                                     | «With God on Our Side»                 | 7:08     |  |
| 4.                                     | «One Too Many Mornings»                | 2:41     |  |
| 5.                                     | «North Country Blues»                  | 4:35     |  |
| 6.                                     | «Only a Pawn in Their Game»            | 3:33     |  |
| 7.                                     | «Boots of Spanish Leather»             | 4:40     |  |
| 8.                                     | «When the Ship Comes In»               | 3:18     |  |
| 9.                                     | «The Lonesome Death of Hattie Carroll» | 5:48     |  |
| 10.                                    | «Restless Farewell»                    | 5:32     |  |

| Disco 4: Another Side of Bob Dylan |                                                         |          |  |
| N.º                                | Título                                                  | Duración |  |
| 1.                                 | «All I Really Want to Do»                               | 4:04     |  |
| 2.                                 | «Black Crow Blues»                                      | 3:14     |  |
| 3.                                 | «Spanish Harlem Incident»                               | 2:24     |  |
| 4.                                 | «Chimes of Freedom»                                     | 7:10     |  |
| 5.                                 | «I Shall Be Free No. 10»                                | 4:47     |  |
| 6.                                 | «To Ramona»                                             | 3:52     |  |
| 7.                                 | «Motorpsycho Nitemare»                                  | 4:33     |  |
| 8.                                 | «My Back Pages»                                         | 4:22     |  |
| 9.                                 | «I Don't Believe You (She Acts Like We Never Have Met)» | 4:22     |  |
| 10.                                | «Ballad in Plain D»                                     | 8:16     |  |
| 11.                                | «It Ain't Me Babe»                                      | 3:33     |  |

| Disco 5: Bringing It All Back Home |                                        |          |  |
| N.º                                | Título                                 | Duración |  |
| 1.                                 | «Subterranean Homesick Blues»          | 2:21     |  |
| 2.                                 | «She Belongs to Me»                    | 2:47     |  |
| 3.                                 | «Maggie's Farm»                        | 3:54     |  |
| 4.                                 | «Love Minus Zero/No Limit»             | 2:51     |  |
| 5.                                 | «Outlaw Blues»                         | 3:05     |  |
| 6.                                 | «On the Road Again»                    | 2:35     |  |
| 7.                                 | «Bob Dylan's 115th Dream»              | 6:30     |  |
| 8.                                 | «Mr. Tambourine Man»                   | 5:30     |  |
| 9.                                 | «Gates of Eden»                        | 5:40     |  |
| 10.                                | «It's Alright, Ma (I'm Only Bleeding)» | 7:29     |  |
| 11.                                | «It's All Over Now, Baby Blue»         | 4:12     |  |

| Disco 6: Highway 61 Revisited |                                                    |          |  |
| N.º                           | Título                                             | Duración |  |
| 1.                            | «Like a Rolling Stone»                             | 6:13     |  |
| 2.                            | «Tombstone Blues»                                  | 6:00     |  |
| 3.                            | «It Takes a Lot to Laugh, It Takes a Train to Cry» | 4:09     |  |
| 4.                            | «From a Buick 6»                                   | 3:19     |  |
| 5.                            | «Ballad of a Thin Man»                             | 5:58     |  |
| 6.                            | «Queen Jane Approximately»                         | 5:31     |  |
| 7.                            | «Highway 61 Revisited»                             | 3:30     |  |
| 8.                            | «Just Like Tom Thumb's Blues»                      | 5:32     |  |
| 9.                            | «Desolation Row»                                   | 11:21    |  |

| Disco 7: Blonde on Blonde |                                                       |          |  |
| N.º                       | Título                                                | Duración |  |
| 1.                        | «Rainy Day Women #12 & 35»                            | 4:36     |  |
| 2.                        | «Pledging My Time»                                    | 3:45     |  |
| 3.                        | «Visions of Johanna»                                  | 7:30     |  |
| 4.                        | «One of Us Must Know (Sooner or Later)»               | 4:56     |  |
| 5.                        | «I Want You»                                          | 3:09     |  |
| 6.                        | «Stuck Inside of Mobile with the Memphis Blues Again» | 7:06     |  |
| 7.                        | «Leopard-Skin Pill-Box Hat»                           | 3:52     |  |
| 8.                        | «Just Like a Woman»                                   | 4:42     |  |

| Disco 8: Blonde on Blonde |                                                  |          |  |
| N.º                       | Título                                           | Duración |  |
| 9.                        | «Most Likely You Go Your Way (And I'll Go Mine)» | 3:24     |  |
| 10.                       | «Temporary Like Achilles»                        | 4:51     |  |
| 11.                       | «Absolutely Sweet Marie»                         | 4:48     |  |
| 12.                       | «4th Time Around»                                | 4:29     |  |
| 13.                       | «Obviously 5 Believers»                          | 3:32     |  |
| 14.                       | «Sad Eyed Lady of the Lowlands»                  | 11:43    |  |

| Disco 9: John Wesley Harding |                                              |          |  |
| N.º                          | Título                                       | Duración |  |
| 1.                           | «John Wesley Harding»                        | 2:58     |  |
| 2.                           | «As I Went Out One Morning»                  | 2:49     |  |
| 3.                           | «I Dreamed I Saw St. Augustine»              | 3:53     |  |
| 4.                           | «All Along the Watchtower»                   | 2:31     |  |
| 5.                           | «The Ballad of Frankie Lee and Judas Priest» | 5:35     |  |
| 6.                           | «Drifter's Escape»                           | 2:52     |  |
| 7.                           | «Dear Landlord»                              | 3:16     |  |
| 8.                           | «I Am a Lonesome Hobo»                       | 3:19     |  |
| 9.                           | «I Pity the Poor Immigrant»                  | 4:12     |  |
| 10.                          | «The Wicked Messenger»                       | 2:02     |  |
| 11.                          | «Down Along the Cove»                        | 2:23     |  |
| 12.                          | «I'll Be Your Baby Tonight»                  | 2:34     |  |

| Disco 10: Nashville Skyline |                                                 |          |  |
| N.º                         | Título                                          | Duración |  |
| 1.                          | «Girl from the North Country» (con Johnny Cash) | 3:41     |  |
| 2.                          | «Nashville Skyline Rag»                         | 3:12     |  |
| 3.                          | «To Be Alone with You»                          | 2:05     |  |
| 4.                          | «I Threw It All Away»                           | 2:23     |  |
| 5.                          | «Peggy Day»                                     | 1:59     |  |
| 6.                          | «Lay Lady Lay»                                  | 3:20     |  |
| 7.                          | «One More Night»                                | 2:25     |  |
| 8.                          | «Tell Me That It Isn't True»                    | 2:45     |  |
| 9.                          | «Country Pie»                                   | 2:58     |  |
| 10.                         | «Tonight I'll Be Staying Here With You»         | 3:23     |  |

| Disco 11: Self Portrait |                                                                                               |          |  |
| N.º                     | Título                                                                                        | Duración |  |
| 1.                      | «All the Tired Horses»                                                                        | 3:12     |  |
| 2.                      | «Alberta #1»                                                                                  | 2:57     |  |
| 3.                      | «I Forgot More Than You'll Ever Know»                                                         | 2:23     |  |
| 4.                      | «Days of '49»                                                                                 | 5:27     |  |
| 5.                      | «Early Mornin' Rain»                                                                          | 3:34     |  |
| 6.                      | «In Search of Little Sadie»                                                                   | 2:27     |  |
| 7.                      | «Let It Be Me»                                                                                | 3:00     |  |
| 8.                      | «Little Sadie»                                                                                | 2:00     |  |
| 9.                      | «Woogie Boogie»                                                                               | 2:06     |  |
| 10.                     | «Belle Isle»                                                                                  | 2:30     |  |
| 11.                     | «Living the Blues»                                                                            | 2:42     |  |
| 12.                     | «Like a Rolling Stone» (Grabado en directo en el Festival de la Isla de Wight)                | 5:18     |  |
| 13.                     | «Copper Kettle (The Pale Moonlight)»                                                          | 3:34     |  |
| 14.                     | «Gotta Travel On»                                                                             | 3:08     |  |
| 15.                     | «Blue Moon»                                                                                   | 2:29     |  |
| 16.                     | «The Boxer»                                                                                   | 2:48     |  |
| 17.                     | «Quinn the Eskimo (The Mighty Quinn)» (Grabado en directo en el Festival de la Isla de Wight) | 2:48     |  |
| 18.                     | «Take Me As I Am (Or Let Me Go)»                                                              | 3:03     |  |
| 19.                     | «Take a Message to Mary»                                                                      | 2:46     |  |
| 20.                     | «It Hurts Me Too»                                                                             | 3:15     |  |
| 21.                     | «Minstrel Boy» (Grabado en directo en el Festival de la Isla de Wight)                        | 3:32     |  |
| 22.                     | «She Belongs to Me» (Grabado en directo en el Festival de la Isla de Wight)                   | 2:43     |  |
| 23.                     | «Wigwam»                                                                                      | 3:09     |  |
| 24.                     | «Alberta #2»                                                                                  | 3:12     |  |

| Disco 12: New Morning |                         |          |  |
| N.º                   | Título                  | Duración |  |
| 1.                    | «If Not for You»        | 2:39     |  |
| 2.                    | «Day of the Locusts»    | 3:57     |  |
| 3.                    | «Time Passes Slowly»    | 2:33     |  |
| 4.                    | «Went to See the Gypsy» | 2:49     |  |
| 5.                    | «Winterlude»            | 2:21     |  |
| 6.                    | «If Dogs Run Free»      | 3:37     |  |
| 7.                    | «New Morning»           | 3:56     |  |
| 8.                    | «Sign on the Window»    | 3:39     |  |
| 9.                    | «One More Weekend»      | 3:09     |  |
| 10.                   | «The Man in Me»         | 3:07     |  |
| 11.                   | «Three Angels»          | 2:07     |  |
| 12.                   | «Father of Night»       | 1:27     |  |

| Disco 13: Pat Garrett & Billy the Kid |                                       |          |  |
| N.º                                   | Título                                | Duración |  |
| 1.                                    | «Main Title Theme (Billy)»            | 6:07     |  |
| 2.                                    | «Cantina Theme (Workin' for the Law)» | 2:57     |  |
| 3.                                    | «Billy 1»                             | 3:57     |  |
| 4.                                    | «Bunkhouse Theme»                     | 2:17     |  |
| 5.                                    | «River Theme»                         | 1:30     |  |
| 6.                                    | «Turkey Chase»                        | 3:34     |  |
| 7.                                    | «Knockin' on Heaven's Door»           | 2:32     |  |
| 8.                                    | «Final Theme»                         | 5:23     |  |
| 9.                                    | «Billy 4»                             | 5:04     |  |
| 10.                                   | «Billy 7»                             | 2:10     |  |

| Disco 14: Dylan |                                |          |  |
| N.º             | Título                         | Duración |  |
| 1.              | «Lily of the West»             | 3:44     |  |
| 2.              | «Can't Help Falling in Love»   | 4:17     |  |
| 3.              | «Sarah Jane»                   | 2:43     |  |
| 4.              | «The Ballad of Ira Hayes»      | 5:08     |  |
| 5.              | «Mr. Bojangles»                | 5:31     |  |
| 6.              | «Mary Ann»                     | 2:40     |  |
| 7.              | «Big Yellow Taxi»              | 2:12     |  |
| 8.              | «A Fool Such as I»             | 2:41     |  |
| 9.              | «Spanish Is the Loving Tongue» | 4:13     |  |

| Disco 15: Planet Waves |                                |          |  |
| N.º                    | Título                         | Duración |  |
| 1.                     | «On a Night Like This»         | 2:57     |  |
| 2.                     | «Going, Going, Gone»           | 3:27     |  |
| 3.                     | «Tough Mama»                   | 4:17     |  |
| 4.                     | «Hazel»                        | 2:50     |  |
| 5.                     | «Something There Is About You» | 4:45     |  |
| 6.                     | «Forever Young»                | 4:57     |  |
| 7.                     | «Forever Young (Continued)»    | 2:49     |  |
| 8.                     | «Dirge»                        | 5:36     |  |
| 9.                     | «You Angel You»                | 2:54     |  |
| 10.                    | «Never Say Goodbye»            | 2:56     |  |
| 11.                    | «Wedding Song»                 | 4:42     |  |

| Disco 16: Before the Flood |                                       |                  |          |  |
| N.º                        | Título                                | Escritor(es)     | Duración |  |
| 1.                         | «Most Likely You Go Your Way»         |                  | 4:15     |  |
| 2.                         | «Lay Lady Lay»                        |                  | 3:14     |  |
| 3.                         | «Rainy Day Women #12 & 35»            |                  | 3:27     |  |
| 4.                         | «Knockin' on Heaven's Door»           |                  | 3:51     |  |
| 5.                         | «It Ain't Me, Babe»                   |                  | 3:40     |  |
| 6.                         | «Ballad of a Thin Man»                |                  | 3:41     |  |
| 7.                         | «Up on Cripple Creek»                 | Robbie Robertson | 5:25     |  |
| 8.                         | «I Shall Be Released»                 |                  | 3:50     |  |
| 9.                         | «Endless Highway»                     | Robbie Robertson | 5:10     |  |
| 10.                        | «The Night They Drove Old Dixie Down» | Robbie Robertson | 4:24     |  |
| 11.                        | «Stage Fright»                        | Robbie Robertson | 4:45     |  |

| Disco 17: Before the Flood |                                        |                                  |          |  |
| N.º                        | Título                                 | Escritor(es)                     | Duración |  |
| 12.                        | «Don't Think Twice, It's All Right»    |                                  | 4:36     |  |
| 13.                        | «Just Like a Woman»                    |                                  | 5:06     |  |
| 14.                        | «It's Alright, Ma (I'm Only Bleeding)» |                                  | 5:48     |  |
| 15.                        | «The Shape I'm In»                     | Robbie Robertson                 | 4:01     |  |
| 16.                        | «When You Awake»                       | Richard Manuel, Robbie Robertson | 3:13     |  |
| 17.                        | «The Weight»                           | Robertson                        | 4:47     |  |
| 18.                        | «All Along the Watchtower»             |                                  | 3:07     |  |
| 19.                        | «Highway 61 Revisited»                 |                                  | 4:27     |  |
| 20.                        | «Like a Rolling Stone»                 |                                  | 7:09     |  |
| 21.                        | «Blowin' in the Wind»                  |                                  | 4:30     |  |

| Disco 18: Blood on the Tracks |                                             |          |  |
| N.º                           | Título                                      | Duración |  |
| 1.                            | «Tangled Up in Blue»                        | 5:42     |  |
| 2.                            | «Simple Twist of Fate»                      | 4:19     |  |
| 3.                            | «You're a Big Girl Now»                     | 4:36     |  |
| 4.                            | «Idiot Wind»                                | 7:48     |  |
| 5.                            | «You're Gonna Make Me Lonesome When You Go» | 2:55     |  |
| 6.                            | «Meet Me in the Morning»                    | 4:22     |  |
| 7.                            | «Lily, Rosemary and the Jack of Hearts»     | 8:51     |  |
| 8.                            | «If You See Her, Say Hello»                 | 4:49     |  |
| 9.                            | «Shelter from the Storm»                    | 5:02     |  |
| 10.                           | «Buckets of Rain»                           | 3:22     |  |

| Disco 19: The Basement Tapes |                                            |                                  |          |  |
| N.º                          | Título                                     | Escritor(es)                     | Duración |  |
| 1.                           | «Odds and Ends»                            |                                  | 1:46     |  |
| 2.                           | «Orange Juice Blues (Blues for Breakfast)» | Richard Manuel                   | 3:37     |  |
| 3.                           | «Million Dollar Bash»                      |                                  | 2:31     |  |
| 4.                           | «Yazoo Street Scandal»                     | Robbie Robertson                 | 3:27     |  |
| 5.                           | «Goin' to Acapulco»                        |                                  | 5:26     |  |
| 6.                           | «Katie's Been Gone»                        | Richard Manuel, Robbie Robertson | 2:43     |  |
| 7.                           | «Lo and Behold!»                           |                                  | 2:45     |  |
| 8.                           | «Bessie Smith»                             | Rick Danko, Robbie Robertson     | 4:17     |  |
| 9.                           | «Clothesline Saga»                         |                                  | 2:56     |  |
| 10.                          | «Apple Suckling Tree»                      |                                  | 2:48     |  |
| 11.                          | «Please, Mrs. Henry»                       |                                  | 2:31     |  |
| 12.                          | «Tears of Rage»                            | Bob Dylan, Richard Manuel        | 4:11     |  |

| Disco 20: The Basement Tapes |                                          |                                  |          |  |
| N.º                          | Título                                   | Escritor(es)                     | Duración |  |
| 1.                           | «Too Much of Nothing»                    |                                  | 3:01     |  |
| 2.                           | «Yea! Heavy and a Bottle of Bread»       |                                  | 2:13     |  |
| 3.                           | «Ain't No More Cane»                     | Tradicional                      | 3:56     |  |
| 4.                           | «Crash on the Levee (Down in the Flood)» |                                  | 2:03     |  |
| 5.                           | «Ruben Remus»                            | Richard Manuel, Robbie Robertson | 3:13     |  |
| 6.                           | «Tiny Montgomery»                        |                                  | 2:45     |  |
| 7.                           | «You Ain't Going Nowhere»                |                                  | 2:42     |  |
| 8.                           | «Don't Ya Tell Henry»                    |                                  | 3:12     |  |
| 9.                           | «Nothing Was Delivered»                  |                                  | 4:22     |  |
| 10.                          | «Open the Door, Homer»                   |                                  | 2:49     |  |
| 11.                          | «Long Distance Operator»                 |                                  | 3:38     |  |
| 12.                          | «This Wheel's on Fire»                   | Rick Danko, Bob Dylan            | 3:49     |  |

| Disco 21: Desire |                                         |          |  |
| N.º              | Título                                  | Duración |  |
| 1.               | «Hurricane»                             | 8:33     |  |
| 2.               | «Isis»                                  | 6:58     |  |
| 3.               | «Mozambique»                            | 3:00     |  |
| 4.               | «One More Cup of Coffee (Valley Below)» | 3:43     |  |
| 5.               | «Oh, Sister»                            | 4:05     |  |
| 6.               | «Joey»                                  | 11:05    |  |
| 7.               | «Romance in Durango»                    | 5:50     |  |
| 8.               | «Black Diamond Bay»                     | 7:30     |  |
| 9.               | «Sara»                                  | 5:29     |  |

| Disco 22: Hard Rain |                                                       |                         |          |  |
| N.º                 | Título                                                | Escritor(es)            | Duración |  |
| 1.                  | «Maggie's Farm»                                       |                         | 5:23     |  |
| 2.                  | «One Too Many Mornings»                               |                         | 3:47     |  |
| 3.                  | «Stuck Inside of Mobile with the Memphis Blues Again» |                         | 6:01     |  |
| 4.                  | «Oh, Sister»                                          | Bob Dylan, Jacques Levy | 5:08     |  |
| 5.                  | «Lay Lady Lay»                                        |                         | 4:47     |  |
| 6.                  | «Shelter from the Storm»                              |                         | 5:29     |  |
| 7.                  | «You're a Big Girl Now»                               |                         | 7:01     |  |
| 8.                  | «I Threw It All Away»                                 |                         | 3:18     |  |
| 9.                  | «Idiot Wind»                                          |                         | 10:21    |  |

| Disco 23: Street Legal |                                                      |          |  |
| N.º                    | Título                                               | Duración |  |
| 1.                     | «Changing of the Guards»                             | 7:04     |  |
| 2.                     | «New Pony»                                           | 4:28     |  |
| 3.                     | «No Time to Think»                                   | 8:19     |  |
| 4.                     | «Baby, Stop Crying»                                  | 5:17     |  |
| 5.                     | «Is Your Love in Vain?»                              | 4:30     |  |
| 6.                     | «Señor (Tales of Yankee Power)»                      | 5:42     |  |
| 7.                     | «True Love Tends to Forget»                          | 4:14     |  |
| 8.                     | «We Better Talk This Over»                           | 4:04     |  |
| 9.                     | «Where Are You Tonight? (Journey Through Dark Heat)» | 6:16     |  |

| Disco 24: Bob Dylan at Budokan |                                         |          |  |
| N.º                            | Título                                  | Duración |  |
| 1.                             | «Mr. Tambourine Man»                    | 4:54     |  |
| 2.                             | «Shelter from the Storm»                | 4:30     |  |
| 3.                             | «Love Minus Zero/No Limit»              | 3:52     |  |
| 4.                             | «Ballad of a Thin Man»                  | 4:47     |  |
| 5.                             | «Don't Think Twice, It's All Right»     | 4:55     |  |
| 6.                             | «Maggie's Farm»                         | 5:06     |  |
| 7.                             | «One More Cup of Coffee (Valley Below)» | 3:19     |  |
| 8.                             | «Like a Rolling Stone»                  | 6:31     |  |
| 9.                             | «I Shall Be Released»                   | 4:12     |  |
| 10.                            | «Is Your Love in Vain?»                 | 4:02     |  |
| 11.                            | «Going, Going, Gone»                    | 4:22     |  |

| Disco 25: Bob Dylan at Budokan |                                        |          |  |
| N.º                            | Título                                 | Duración |  |
| 1.                             | «Blowin' in the Wind»                  | 4:25     |  |
| 2.                             | «Just Like a Woman»                    | 5:03     |  |
| 3.                             | «Oh, Sister» (Bob Dylan, Jacques Levy) | 4:44     |  |
| 4.                             | «Simple Twist of Fate»                 | 4:15     |  |
| 5.                             | «All Along the Watchtower»             | 3:20     |  |
| 6.                             | «I Want You»                           | 2:34     |  |
| 7.                             | «All I Really Want to Do»              | 3:37     |  |
| 8.                             | «Knockin' on Heaven's Door»            | 4:00     |  |
| 9.                             | «It's Alright, Ma (I'm Only Bleeding)» | 6:04     |  |
| 10.                            | «Forever Young»                        | 5:38     |  |
| 11.                            | «The Times They Are A-Changin'»        | 5:31     |  |

| Disco 26: Slow Train Coming |                                        |          |  |
| N.º                         | Título                                 | Duración |  |
| 1.                          | «Gotta Serve Somebody»                 | 5:22     |  |
| 2.                          | «Precious Angel»                       | 6:27     |  |
| 3.                          | «I Believe In You»                     | 5:02     |  |
| 4.                          | «Slow Train»                           | 5:55     |  |
| 5.                          | «Gonna Change My Way Of Thinking»      | 5:25     |  |
| 6.                          | «Do Right To Me Baby (Do Unto Others)» | 3:50     |  |
| 7.                          | «When You Gonna Wake Up»               | 5:25     |  |
| 8.                          | «Man Gave Names to All the Animals»    | 4:23     |  |
| 9.                          | «When He Returns»                      | 4:30     |  |

| Disco 27: Saved |                          |                |          |  |
| N.º             | Título                   | Escritor(es)   | Duración |  |
| 1.              | «A Satisfied Mind»       | Hayes, Rhodes  | 1:57     |  |
| 2.              | «Saved»                  | Drummond/Dylan | 4:00     |  |
| 3.              | «Covenant Woman»         |                | 6:02     |  |
| 4.              | «What Can I Do For You?» |                | 5:54     |  |
| 5.              | «Solid Rock»             |                | 3:55     |  |
| 6.              | «Pressing On»            |                | 5:11     |  |
| 7.              | «In The Garden»          |                | 5:58     |  |
| 8.              | «Saving Grace»           |                | 5:01     |  |
| 9.              | «Are You Ready?»         |                | 4:41     |  |

| Disco 28: Shot of Love |                       |          |  |
| N.º                    | Título                | Duración |  |
| 1.                     | «Shot of Love»        | 4:18     |  |
| 2.                     | «Heart of Mine»       | 4:29     |  |
| 3.                     | «Property of Jesus»   | 4:33     |  |
| 4.                     | «Lenny Bruce»         | 4:32     |  |
| 5.                     | «Watered Down Love»   | 4:10     |  |
| 6.                     | «Dead Man, Dead Man»  | 3:58     |  |
| 7.                     | «In the Summertime»   | 3:34     |  |
| 8.                     | «Trouble»             | 4:32     |  |
| 9.                     | «Every Grain of Sand» | 6:12     |  |

| Disco 29: Infidels |                                  |          |  |
| N.º                | Título                           | Duración |  |
| 1.                 | «Jokerman»                       | 6:12     |  |
| 2.                 | «Sweetheart Like You»            | 4:31     |  |
| 3.                 | «Neighborhood Bully»             | 4:33     |  |
| 4.                 | «License to Kill»                | 3:31     |  |
| 5.                 | «Man of Peace»                   | 6:27     |  |
| 6.                 | «Union Sundown»                  | 5:21     |  |
| 7.                 | «I and I»                        | 5:10     |  |
| 8.                 | «Don't Fall Apart on Me Tonight» | 5:54     |  |

| Disco 30: Real Live |                               |          |  |
| N.º                 | Título                        | Duración |  |
| 1.                  | «Highway 61 Revisited»        | 5:07     |  |
| 2.                  | «Maggie's Farm»               | 4:54     |  |
| 3.                  | «I and I»                     | 6:00     |  |
| 4.                  | «License to Kill»             | 3:26     |  |
| 5.                  | «It Ain't Me, Babe»           | 5:17     |  |
| 6.                  | «Tangled Up in Blue»          | 6:54     |  |
| 7.                  | «Masters of War»              | 6:35     |  |
| 8.                  | «Ballad of a Thin Man»        | 3:05     |  |
| 9.                  | «Girl from the North Country» | 4:25     |  |
| 10.                 | «Tombstone Blues»             | 4:32     |  |

| Disco 31: Empire Burlesque |                                                           |          |  |
| N.º                        | Título                                                    | Duración |  |
| 1.                         | «Tight Connection to My Heart (Has Anybody Seen My Love)» | 5:19     |  |
| 2.                         | «Seeing the Real You at Last»                             | 4:18     |  |
| 3.                         | «I'll Remember You»                                       | 4:12     |  |
| 4.                         | «Clean Cut Kid»                                           | 4:14     |  |
| 5.                         | «Never Gonna Be the Same Again»                           | 3:06     |  |
| 6.                         | «Trust Yourself»                                          | 3:26     |  |
| 7.                         | «Emotionally Yours»                                       | 4:36     |  |
| 8.                         | «When the Night Comes Falling from the Sky»               | 7:18     |  |
| 9.                         | «Something's Burning, Baby»                               | 4:51     |  |
| 10.                        | «Dark Eyes»                                               | 5:04     |  |

| Disco 32: Knocked Out Loaded |                               |                               |          |  |
| N.º                          | Título                        | Escritor(es)                  | Duración |  |
| 1.                           | «You Wanna Ramble»            | Little Junior Parker          | 3:14     |  |
| 2.                           | «They Killed Him»             | Kris Kristofferson            | 4:00     |  |
| 3.                           | «Driftin' Too Far From Shore» |                               | 3:39     |  |
| 4.                           | «Precious Memories»           | Tradicional                   | 3:13     |  |
| 5.                           | «Maybe Someday»               |                               | 3:17     |  |
| 6.                           | «Brownsville Girl»            | Bob Dylan, Sam Shepard        | 11:00    |  |
| 7.                           | «Got My Mind Made Up»         | Bob Dylan, Tom Petty          | 2:53     |  |
| 8.                           | «Under Your Spell»            | Bob Dylan, Carole Bayer Sager | 4:55     |  |

| Disco 33: Down in the Groove |                                                 |                                 |          |  |
| N.º                          | Título                                          | Escritor(es)                    | Duración |  |
| 1.                           | «Let's Stick Together»                          | Wilbert Harrison                | 3:09     |  |
| 2.                           | «When Did You Leave Heaven?»                    | Bullock, Whiting                | 2:15     |  |
| 3.                           | «Sally Sue Brown»                               | Alexander, Montgomery, Stafford | 2:29     |  |
| 4.                           | «Death Is Not the End»                          |                                 | 5:10     |  |
| 5.                           | «Had a Dream About You, Baby»                   |                                 | 2:53     |  |
| 6.                           | «Ugliest Girl in the World»                     | Bob Dylan, Robert Hunter        | 3:32     |  |
| 7.                           | «Silvio»                                        | Bob Dylan, Robert Hunter        | 3:05     |  |
| 8.                           | «Ninety Miles an Hour (Down a Dead End Street)» | Blair, Robertson                | 2:56     |  |
| 9.                           | «Shenandoah»                                    | Tradicional                     | 3:38     |  |
| 10.                          | «Rank Strangers to Me»                          | Brumley                         | 2:57     |  |

| Disco 34: Dylan & the Dead |                             |          |  |
| N.º                        | Título                      | Duración |  |
| 1.                         | «Slow Train»                | 4:54     |  |
| 2.                         | «I Want You»                | 3:59     |  |
| 3.                         | «Gotta Serve Somebody»      | 5:42     |  |
| 4.                         | «Queen Jane Approximately»  | 6:30     |  |
| 5.                         | «Joey»                      | 9:10     |  |
| 6.                         | «All Along the Watchtower»  | 6:17     |  |
| 7.                         | «Knockin' on Heaven's Door» | 6:35     |  |

| Disco 35: Oh Mercy |                              |          |  |
| N.º                | Título                       | Duración |  |
| 1.                 | «Political World»            | 3:43     |  |
| 2.                 | «Where Teardrops Fall»       | 2:30     |  |
| 3.                 | «Everything is Broken»       | 3:12     |  |
| 4.                 | «Ring Them Bells»            | 3:00     |  |
| 5.                 | «Man in the Long Black Coat» | 4:30     |  |
| 6.                 | «Most of the Time»           | 5:02     |  |
| 7.                 | «What Good Am I?»            | 4:45     |  |
| 8.                 | «Disease of Conceit»         | 3:41     |  |
| 9.                 | «What Was It You Wanted»     | 5:02     |  |
| 10.                | «Shooting Star»              | 3:12     |  |

| Disco 36: Under the Red Sky |                     |          |  |
| N.º                         | Título              | Duración |  |
| 1.                          | «Wiggle Wiggle»     | 2:09     |  |
| 2.                          | «Under the Red Sky» | 4:09     |  |
| 3.                          | «Unbelievable»      | 4:06     |  |
| 4.                          | «Born in Time»      | 3:39     |  |
| 5.                          | «T.V. Talkin' Song» | 3:02     |  |
| 6.                          | «10,000 Men»        | 4:21     |  |
| 7.                          | «2 X 2»             | 3:36     |  |
| 8.                          | «God Knows»         | 3:02     |  |
| 9.                          | «Handy Dandy»       | 4:03     |  |
| 10.                         | «Cat's in the Well» | 3:21     |  |

| Disco 37: Good as I Been to You |                               |                                |          |  |
| N.º                             | Título                        | Escritor(es)                   | Duración |  |
| 1.                              | «Frankie & Albert»            | Arr. Mississippi John Hurt     | 3:50     |  |
| 2.                              | «Jim Jones»                   | Arr. Mick Slocum               | 3:52     |  |
| 3.                              | «Blackjack Davey»             |                                | 5:47     |  |
| 4.                              | «Canadee-i-o»                 |                                | 4:20     |  |
| 5.                              | «Sittin' on Top of the World» |                                | 4:27     |  |
| 6.                              | «Little Maggie»               |                                | 2:52     |  |
| 7.                              | «Hard Times»                  | Stephen Foster, arr. De Dannan | 4:31     |  |
| 8.                              | «Step It Up and Go»           |                                | 2:54     |  |
| 9.                              | «Tomorrow Night»              | Sam Coslow, Will Grosz         | 3:42     |  |
| 10.                             | «Arthur McBride»              | Arr. Paul Brady                | 6:20     |  |
| 11.                             | «You're Gonna Quit Me»        |                                | 2:46     |  |
| 12.                             | «Diamond Joe»                 |                                | 3:14     |  |
| 13.                             | «Froggie Went a Courtin'»     |                                | 6:26     |  |

| Disco 38: World Gone Wrong |                     |                                        |          |  |
| N.º                        | Título              | Escritor(es)                           | Duración |  |
| 1.                         | «World Gone Wrong»  |                                        | 3:57     |  |
| 2.                         | «Love Henry»        |                                        | 4:24     |  |
| 3.                         | «Ragged & Dirty»    |                                        | 4:09     |  |
| 4.                         | «Blood in My Eyes»  |                                        | 5:04     |  |
| 5.                         | «Broke Down Engine» | Blind Willie McTell                    | 3:22     |  |
| 6.                         | «Delia»             |                                        | 5:41     |  |
| 7.                         | «Stack a Lee»       |                                        | 3:50     |  |
| 8.                         | «Two Soldiers»      |                                        | 5:45     |  |
| 9.                         | «Jack-A-Roe»        |                                        | 4:56     |  |
| 10.                        | «Lone Pilgrim»      | Benjamin Franklin White, Adger M. Pace | 2:43     |  |

| Disco 39: MTV Unplugged |                                 |          |  |
| N.º                     | Título                          | Duración |  |
| 1.                      | «Tombstone Blues»               | 4:54     |  |
| 2.                      | «Shooting Star»                 | 4:06     |  |
| 3.                      | «All Along the Watchtower»      | 3:36     |  |
| 4.                      | «The Times They Are A-Changin'» | 5:48     |  |
| 5.                      | «John Brown»                    | 5:22     |  |
| 6.                      | «Rainy Day Women #12 & 35»      | 3:31     |  |
| 7.                      | «Desolation Row»                | 8:22     |  |
| 8.                      | «Dignity»                       | 6:30     |  |
| 9.                      | «Knockin' on Heaven's Door»     | 5:30     |  |
| 10.                     | «Like a Rolling Stone»          | 9:09     |  |
| 11.                     | «With God on Our Side»          | 7:16     |  |

| Disco 40: Time Out of Mind |                               |          |  |
| N.º                        | Título                        | Duración |  |
| 1.                         | «Love Sick»                   | 5:21     |  |
| 2.                         | «Dirt Road Blues»             | 3:36     |  |
| 3.                         | «Standing in the Doorway»     | 7:43     |  |
| 4.                         | «Million Miles»               | 5:52     |  |
| 5.                         | «Tryin' to Get to Heaven»     | 5:21     |  |
| 6.                         | «Til I Fell in Love with You» | 5:17     |  |
| 7.                         | «Not Dark Yet»                | 6:29     |  |
| 8.                         | «Cold Irons Bound»            | 7:15     |  |
| 9.                         | «Make You Feel My Love»       | 3:32     |  |
| 10.                        | «Can't Wait»                  | 5:47     |  |
| 11.                        | «Highlands»                   | 16:31    |  |

| Disco 41: "Love and Theft" |                                   |          |  |
| N.º                        | Título                            | Duración |  |
| 1.                         | «Tweedle Dee & Tweedle Dum»       | 4:46     |  |
| 2.                         | «Mississippi»                     | 5:21     |  |
| 3.                         | «Summer Days»                     | 4:52     |  |
| 4.                         | «Bye and Bye»                     | 3:16     |  |
| 5.                         | «Lonesome Day Blues»              | 6:05     |  |
| 6.                         | «Floater (Too Much to Ask)»       | 4:59     |  |
| 7.                         | «High Water (For Charley Patton)» | 4:04     |  |
| 8.                         | «Moonlight»                       | 3:23     |  |
| 9.                         | «Honest with Me»                  | 5:49     |  |
| 10.                        | «Po' Boy»                         | 3:05     |  |
| 11.                        | «Cry a While»                     | 5:05     |  |
| 12.                        | «Sugar Baby»                      | 6:40     |  |

| Disco 42: Modern Times |                           |          |  |
| N.º                    | Título                    | Duración |  |
| 1.                     | «Thunder on the Mountain» | 5:55     |  |
| 2.                     | «Spirit on the Water»     | 7:42     |  |
| 3.                     | «Rollin' and Tumblin'»    | 6:01     |  |
| 4.                     | «When the Deal Goes Down» | 5:04     |  |
| 5.                     | «Someday Baby»            | 4:55     |  |
| 6.                     | «Workingman's Blues #2»   | 6:07     |  |
| 7.                     | «Beyond the Horizon»      | 5:36     |  |
| 8.                     | «Nettie Moore»            | 6:52     |  |
| 9.                     | «The Levee's Gonna Break» | 5:43     |  |
| 10.                    | «Ain't Talkin'»           | 8:48     |  |

| Disco 43: Together Through Life |                             |                                        |          |  |
| N.º                             | Título                      | Escritor(es)                           | Duración |  |
| 1.                              | «Beyond Here Lies Nothin'»  |                                        | 3:51     |  |
| 2.                              | «Life Is Hard»              |                                        | 3:40     |  |
| 3.                              | «My Wife's Home Town»       | Bob Dylan, Robert Hunter, Willie Dixon | 4:15     |  |
| 4.                              | «If You Ever Go to Houston» |                                        | 5:50     |  |
| 5.                              | «Forgetful Heart»           |                                        | 3:43     |  |
| 6.                              | «Jolene»                    |                                        | 3:50     |  |
| 7.                              | «This Dream of You»         | Bob Dylan                              | 6:00     |  |
| 8.                              | «Shake Shake Mama»          |                                        | 3:07     |  |
| 9.                              | «I Feel A Change Comin' On» |                                        | 5:25     |  |
| 10.                             | «It's All Good»             |                                        | 5:31     |  |

| Disco 44: Christmas in the Heart |                                          |                                                  |          |  |
| N.º                              | Título                                   | Escritor(es)                                     | Duración |  |
| 1.                               | «Here Comes Santa Claus»                 | Gene Autry, Oakley Haldeman                      | 2:35     |  |
| 2.                               | «Do You Hear What I Hear?»               | Noël Regney, Gloria Shayne Baker                 | 3:02     |  |
| 3.                               | «Winter Wonderland»                      | Felix Bernard, Richard B. Smith                  | 1:52     |  |
| 4.                               | «Hark the Herald Angels Sing»            | Wesley, arr. Dylan                               | 2:30     |  |
| 5.                               | «I'll Be Home for Christmas»             | Buck Ram, Kim Gannon, Walter Kent                | 2:54     |  |
| 6.                               | «Little Drummer Boy»                     | Katherine K. Davis, Henry Onorati, Harry Simeone | 2:52     |  |
| 7.                               | «The Christmas Blues»                    | Sammy Cahn, David Jack Holt                      | 2:54     |  |
| 8.                               | «O' Come All Ye Faithful»                | Tradicional, arr. Dylan                          | 2:48     |  |
| 9.                               | «Have Yourself a Merry Little Christmas» | Hugh Martin, Ralph Blane                         | 4:06     |  |
| 10.                              | «Must Be Santa»                          | William Fredericks, Hal Moore                    | 2:48     |  |
| 11.                              | «Silver Bells»                           | Jay Livington, Ray Evans                         | 2:35     |  |
| 12.                              | «The First Noel»                         | Tradicional, arr. Dylan                          | 2:30     |  |
| 13.                              | «Christmas Island»                       | Lyle Moraine                                     | 2:27     |  |
| 14.                              | «The Christmas Song»                     | Mel Tormé, Bob Wells                             | 3:56     |  |
| 15.                              | «O Little Town of Bethlehem»             | Tradicional, arr. Dylan                          | 2:17     |  |

| Disco 45: Tempest |                         |                          |          |  |
| N.º               | Título                  | Escritor(es)             | Duración |  |
| 1.                | «Duquesne Whistle»      | Bob Dylan, Robert Hunter | 5:43     |  |
| 2.                | «Soon After Midnight»   |                          | 3:27     |  |
| 3.                | «Narrow Way»            |                          | 7:28     |  |
| 4.                | «Long and Wasted Years» |                          | 3:46     |  |
| 5.                | «Pay in Blood»          |                          | 5:09     |  |
| 6.                | «Scarlet Town»          |                          | 7:17     |  |
| 7.                | «Early Roman Kings»     |                          | 5:16     |  |
| 8.                | «Tin Angel»             |                          | 9:05     |  |
| 9.                | «Tempest»               |                          | 13:54    |  |
| 10.               | «Roll On John»          |                          | 7:24     |  |

| Disco 46: Side Tracks |                                                                      |              |          |  |
| N.º                   | Título                                                               | Escritor(es) | Duración |  |
| 1.                    | «Baby, I'm in the Mood for You»                                      |              | 2:57     |  |
| 2.                    | «Mixed-Up Confusion»                                                 |              | 2:24     |  |
| 3.                    | «Tomorrow Is a Long Time» (En directo)                               |              | 3:03     |  |
| 4.                    | «Lay Down Your Weary Tune»                                           |              | 4:37     |  |
| 5.                    | «Percy's Song»                                                       |              | 7:42     |  |
| 6.                    | «I'll Keep It with Mine»                                             |              | 3:45     |  |
| 7.                    | «Can You Please Crawl Out Your Window?»                              |              | 3:34     |  |
| 8.                    | «Positively 4th Street»                                              |              | 4:10     |  |
| 9.                    | «Jet Pilot»                                                          |              | 0:51     |  |
| 10.                   | «I Wanna Be Your Lover»                                              |              | 3:27     |  |
| 11.                   | «I Don't Believe You (She Acts Like We Never Have Met)» (En directo) |              | 5:20     |  |
| 12.                   | «Visions of Johanna» (En directo)                                    |              | 7:31     |  |
| 13.                   | «Quinn the Eskimo»                                                   |              | 2:18     |  |
| 14.                   | «Watching the River Flow»                                            |              | 3:35     |  |
| 15.                   | «When I Paint My Masterpiece»                                        |              | 3:21     |  |

| Disco 47: Side Tracks |                                     |                         |          |  |
| N.º                   | Título                              | Escritor(es)            | Duración |  |
| 1.                    | «Down in the Flood»                 |                         | 2:49     |  |
| 2.                    | «I Shall Be Released»               |                         | 3:03     |  |
| 3.                    | «You Ain't Goin' Nowhere»           |                         | 2:45     |  |
| 4.                    | «George Jackson» (Versión acústica) |                         | 3:38     |  |
| 5.                    | «Forever Young» (Demo)              |                         | 2:02     |  |
| 6.                    | «You're a Big Girl Now»             |                         | 4:22     |  |
| 7.                    | «Up to Me»                          |                         | 3:18     |  |
| 8.                    | «Abandoned Love»                    |                         | 4:28     |  |
| 9.                    | «Isis» (En directo)                 | Bob Dylan, Jacques Levy | 5:19     |  |
| 10.                   | «Romance in Durango» (En directo)   | Bob Dylan, Jacques Levy | 4:38     |  |
| 11.                   | «Caribbean Wind»                    |                         | 5:52     |  |
| 12.                   | «Heart of Mine» (En directo)        |                         | 3:43     |  |
| 13.                   | «Series of Dreams»                  |                         | 5:53     |  |
| 14.                   | «Dignity»                           |                         | 5:35     |  |
| 15.                   | «Things Have Changed»               |                         | 5:07     |  |

## Posición en listas
| País              | Lista                | Posición |
| ----------------- | -------------------- | -------- |
| Alemania          | Media Control Charts | 41       |
| Bélgica (Flandes) | Ultratop 200 Albums  | 86       |
| Bélgica (Valonia) | Ultratop 200 Albums  | 162      |
| Países Bajos      | Mega Albums Top 100  | 58       |
| Suecia            | Albums Top 60        | 47       |